# Blanca (moneda)
La blanca era una peça monetària múltiple del diner, però feta de billó.
Joan I feu batre, a Girona i Perpinyà, blanques anomenades coronats, a llei de 5 diners i equivalents a quatre diners de tern.
També se n'encunyaren durant el regnat de Martí I.